# شهرستان شنگسی
شهرستان شنگسی (به لاتین: Shengsi County) یک شهرستان‌های جمهوری خلق چین در چین است که در جواشان واقع شده‌است. شهرستان شنگسی  ۸۰٬۰۰۰ نفر جمعیت دارد.